# Rudolf Lorenz
Rudolf Lorenz (Joachimsthal, 1876 – ?) was een Boheems componist en dirigent.

## Levensloop
Lorenz was zoon van een militaire kapelmeester en studeerde muziek aan het Conservatorium van Praag, na 1919 Státní konservatoř hudby v Praze. In 1896 is hij afgestudeerd en werd kapelmeester van de militaire muziekkapel van het Oostenrijkse infanterieregiment nr. 60 in Eger, dat toen nog Erlau heette. In 1901 werd hij dirigent van het militaire muziekkorps van het infanterie regiment nr. 98 in Wenen-Josefstadt. Van 1911 tot 1918 was hij kapelmeester van het muziekkorps van het Infanterieregiment Nr. 73 Albrecht Herzog von Württemberg 1860 in Praag.
Als componist schreef hij werken voor harmonieorkest, vooral dansen en marsen.

## Composities

### Werken voor harmonieorkest
- Egerländer-Lieder-Marsch
- Erinnerung an Hohenmauth - 98er Regimentsmarsch
- Kriegers Heimatgruß
- Oberst Török-Marsch